# Cláudio de Lorena, Duque de Guise
Cláudio de Lorena, Cáudio I de Guise ou Cáudio I de Aumale (em francês:  Claude de Lorraine, Castelo de Condé-sur-Moselle, 20 de outubro de 1496 – Castelo de Joinville, 12 de abril de 1550) foi um príncipe da Casa de Lorena e primeiro Duque de Guise, de 1528 até sua morte.

## Filiação
Era o segundo filho de Renato II de Lorena e de Filipa de Gueldres, e foi educado na Corte francesa sob auspícios de Francisco I. Aos dezessete anos, Cláudio fez uma aliança com a Casa Real de França pelo seu casamento com Antonieta de Bourbon (1493–1583), filha de Francisco de Bourbon.
Cláudio se distinguiu durante a batalha de Marignano (1515), e rapidamente recuperou-se dos vinte e dois ferimentos que sofreu na batalha. Em 1521 lutou em Fuenterrabia, e a Luísa de Saboia descreveu a captura do local sitiado. Em 1523 foi feito governador da Champagne e da Burgúndia, depois de haver derrotado em Neufchâteau as tropas imperiais que haviam invadido aquela província. Em 1525 destruiu o exército dos camponeses, que estavam infestando a Lorena na França até Lupstein, próximo a Saverne.
Com o retorno de Francisco I de seu cativeiro em 1528, Cláudio foi feito Duque de Guise no Pariato da França, quando até aquele momento apenas príncipes da Casa Real haviam ostentado o título de duques pares de França. Os Guise, como cadetes da casa soberana de Lorena e descendentes da Casa de Anjou, reivindicaram precedência aos príncipes de Condé e de Conti.
Suas pretensões e ambições inspiraram a desconfiança em Francisco I, embora este recompensasse os préstimos de Guise através de significativos prêmios em terras e dinheiro. O Duque distinguiu-se novamente na campanha de Luxemburgo em 1542, mas nos anos que precederam sua morte foi obscurecido ante as fortunas crescentes de seus filhos.

## Ancestrais
| Cláudio, Duque de Guise | Pai: Renato II de Lorena | Avô paterno: Frederico, Conde de Vaudémont | Bisavô paterno: Antoine, Conde de Vaudémont |
| Cláudio, Duque de Guise | Pai: Renato II de Lorena | Avô paterno: Frederico, Conde de Vaudémont | Bisavó paterna: Marie d'Harcourt            |
| Cláudio, Duque de Guise | Pai: Renato II de Lorena | Avó paterna: Yolanda de Lorena             | Bisavô paterno: Renato I de Nápoles         |
| Cláudio, Duque de Guise | Pai: Renato II de Lorena | Avó paterna: Yolanda de Lorena             | Bisavó paterna: Isabela de Lorena           |
| Cláudio, Duque de Guise | Mãe: Filipa de Gueldres  | Avô materno: Adolfo de Egmond              | Bisavô materno: Arnoldo de Gelderland       |
| Cláudio, Duque de Guise | Mãe: Filipa de Gueldres  | Avô materno: Adolfo de Egmond              | Bisavó materna: Catherine of Cleves         |
| Cláudio, Duque de Guise | Mãe: Filipa de Gueldres  | Avó materna: Catarina de Bourbon           | Bisavô materno: Carlos I de Bourbon         |
| Cláudio, Duque de Guise | Mãe: Filipa de Gueldres  | Avó materna: Catarina de Bourbon           | Bisavó materna: Agnes da Burgúndia          |

## Filhos
- Maria de Guise (1515–1560), esposa do rei Jaime V da Escócia
- Francisco de Guise (1519–1563)
- Luísa de Guise (10 de janeiro de 1520, Bar-le-Duc – 18 de outubro de 1542), esposa de Carlos I de Arschot em 20 de fevereiro de 1541
- Renée de Guise (2 de setembro de 1522 – 3 de abril de 1602), Abadessa de St. Pierre, Reims
- Carlos de Lorena-Guise, duque de Chevreuse, Arcebispo de Reims e Cardeal de Guise (1524–1574)
- Cláudio II, Duque de Aumale (1526–1573)
- Luís I, Cardeal de Guise (1527–1578)
- Filipe (3 de setembro de 1529, Joinville – 24 de setembro de 1529, Joinville)
- Pedro (n. 3 de abril de 1530, Joinville), morto jovem.
- Antonieta de Guise (3 de agosto de 1531, Joinville – 6 de março de 1561, Joinville), Abadessa de Faremoutier.
- Francisco, Grão Prior da Ordem de Malta (18 de abril de 1534, Joinville – 6 de março de 1563)
- Renato de Elbeuf (1536–1566)